# Congés payés
Pour les articles homonymes, voir Congé et CP.
Les congés payés (parfois notés CP sur les bulletins de salaires) désignent les périodes de congé au cours desquelles le salarié est payé par l'employeur en raison d'une obligation légale dans certains pays.

## Historique
Les premiers congés payés font leur apparition en France, uniquement pour les fonctionnaires, à la suite de la promulgation d’un décret de Napoléon III du 9 novembre 1853.
D'autres lois à ce sujet sont adoptées ailleurs à la même période, par exemple la Bank Holiday Act, votée en Angleterre en 1871 et qui accordait quatre jours de congés pour les employés de banque en Angleterre, au Pays de Galles et en Irlande. De là, le modèle, qui ne s'appliquait pas à toutes les catégories de travailleurs, a été exporté avec succès au Canada et aux États-Unis.
Les congés payés ont par la suite été introduits en 1905 en Allemagne, en 1910 en Autriche-Hongrie et dans les pays scandinaves, dans les années 1920 et au début des années 1930 en Italie (1927), Tchécoslovaquie, Pologne, Luxembourg, Grèce, Roumanie, Espagne et Portugal.
En France, bien au delà de l'instauration initiale de 1853, le concept ne cesse d'évoluer et se développe surtout sous le Front populaire qui met en place un système de congés payés (de deux semaines) en 1936. La Belgique fera de même dès le 27 juin suivant.
Au niveau mondial, un nombre croissant de personnes bénéficie de congés payés puisque, selon l'Organisation internationale du travail (OIT), on comptait 3,5 milliards de bénéficiaires à la fin des années 1980 et 4 milliards à la fin du deuxième millénaire.
Au début du XXIe siècle, les congés payés existent dans de nombreux pays.

### En Allemagne
En 1903, l'Association centrale des travailleurs de la brasserie allemande, l'organisation qui a précédé le Syndicat de l'alimentation et de la restauration, a réussi à négocier des conventions collectives avec les brasseries du réseau de Stuttgart et la brasserie de Greiz. En vertu de ces accords, les employés reçoivent trois jours de congés payés après au moins un an de service.
Pendant la République de Weimar, le nombre moyen de jours de vacances des ouvriers et des employés est passé de huit à douze jours. Presque tous les travailleurs ont droit à un congé annuel payé. Dans les années 1930, à l'occasion de la création de l'organisation Kraft durch Freude, les nationaux-socialistes ont étendu le droit aux vacances à deux ou trois semaines par an, sans toutefois le réglementer par une loi.
Dans la République Fédérale d'Allemagne, la Loi féderale sur les congés (Bundesurlaubsgesetz) qui prévoyait 24 jours ouvrables de congés payés a été passé en 1963. Comme cette loi était fait à base d'une semaine de six jours, le nombre de jours de congés s'est réduit à 20 jours avec l'introduction de la semaine à cinq jours pour la plupart des salariés. Cependant, la plupart des conventions collectives dans les secteurs et les entreprises prévoient 25 jours de congés par an.

### En France

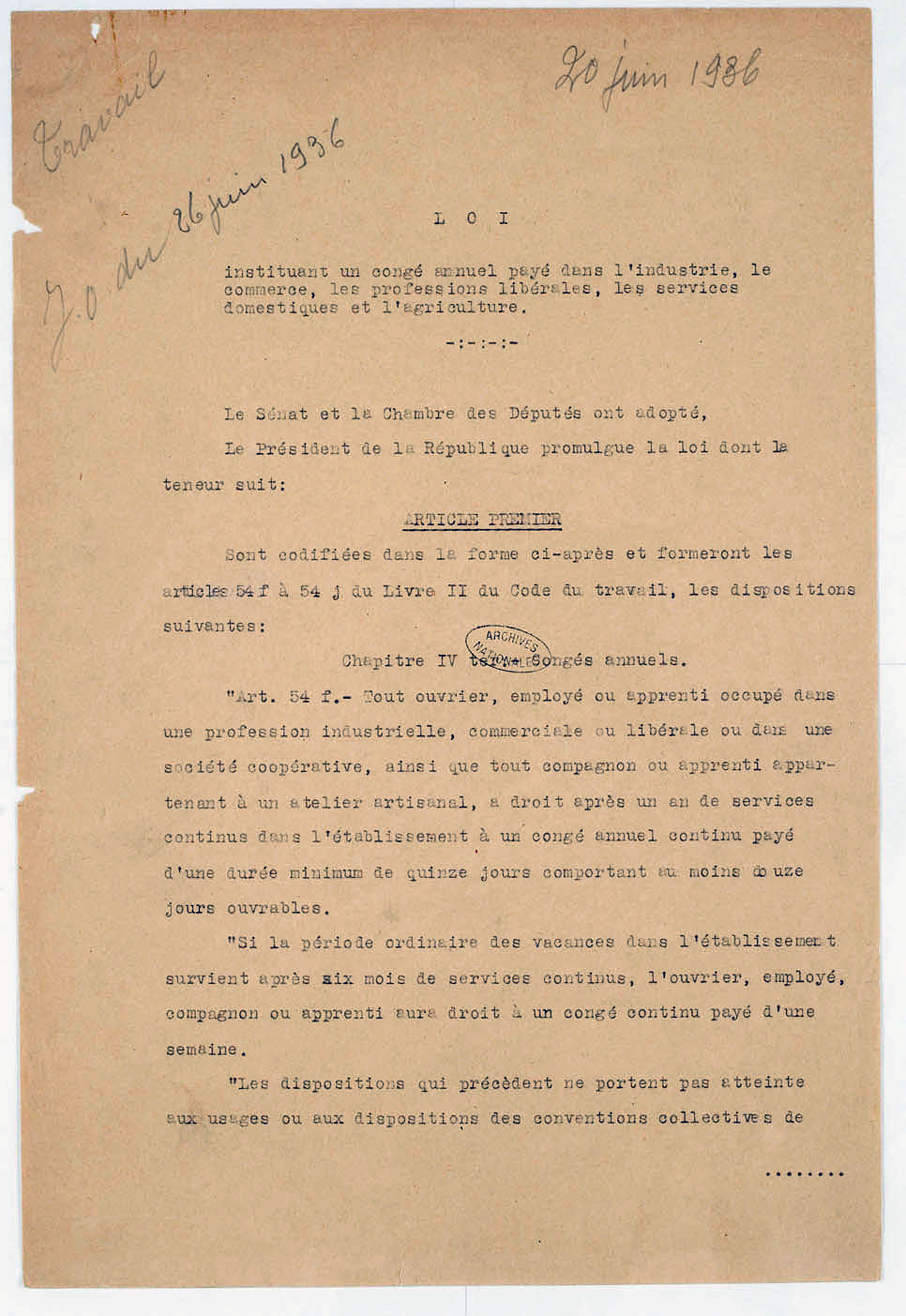
Loi instituant un congé annuel rémunéré, 1936. Archives nationales AE/II/2993.

L’idée de vacances payées naquit dans les années 1920. En France, il existe des exemples d'initiatives à cette époque, notamment sous l'inspiration allemande. C'est ainsi qu'en Alsace, les deux-tiers des employés bénéficient déjà de congés payés en 1936.
Léon Blum écrivait alors des articles pour L’Information et cette initiative l’intéressa vivement. Ce fut sans doute l'un des germes de cette révolution culturelle que fut la création des congés payés.
Néanmoins, la victoire du Front populaire aux  élections législatives du 3 mai 1936 provoque un élan de revendications chez les travailleurs. Ils lancent un mouvement de grève et d'occupation d'usines à travers toute la France (les « grèves joyeuses »), impliquant près de deux millions de travailleurs. Ces grèves, paralysant tout le pays, entraînent l'ouverture de négociations avec le patronat sous la tutelle du nouveau gouvernement. Elles aboutissent aux accords Matignon, créant notamment les conventions collectives.
Fixés à quinze jours à l'origine, dont douze jours ouvrables, dans la loi du 20 juin 1936, les congés payés minimum obligatoires se sont allongés au XXe siècle par l'action législative.
Ils passent à trois semaines (dix-huit jours ouvrables) par une loi du 28 février 1956, votée à l'unanimité sous le gouvernement Guy Mollet, puis promulguée le 27 mars.
Le 20 mai 1965, André Bergeron, secrétaire général du syndicat Force ouvrière, obtient un accord avec le Conseil national du patronat français pour passer à quatre semaines. Les gouvernements de Charles de Gaulle et Georges Pompidou rechignent à présenter un projet de loi, qui est voté à l'unanimité par l'assemblée 2 mai 1968. Cependant, à la suite des événements de « Mai 68 », la promulgation n'a lieu que le 17 mai 1969.
Le passage à cinq semaines est réalisée par une ordonnance du 16 janvier 1982 du gouvernement Pierre Mauroy (2), considérée comme faisant partie des « Lois Auroux ».

### En Italie
Le droit à une « période annuelle de repos rémunéré » a été reconnu en Italie dès le XVIe siècle dans la Charte du travail.
L'article 16 de la charte du travail du 27 avril 1927 assure au travailleur italien le droit à une période de congés payés (la Constitution ne précise pas la durée minimale de cette période, ni dans le texte original ni dans les ajouts ultérieurs).
La règle principale en la matière a longtemps été l'art. 2109 du Code civil (« période de repos »), qui stipule :
- Le salarié a droit à un jour de repos par semaine, qui coïncide en principe avec le dimanche.
- Il a également droit, après un an de service ininterrompu, à une période annuelle de congé payé, éventuellement continue, à un moment à déterminer par l'employeur, en tenant compte des besoins de l'entreprise et des intérêts du salarié. La durée de cette période est déterminée par la loi, par les règles et coutumes de l'entreprise ou selon l'équité.

Un minimum de 28 jours, transposé par toutes les conventions collectives, a été introduit par le décret législatif no 66 du 8 avril 2003 et la circulaire du ministère du Travail no 8 de 2005.

### En Suisse
Les congés payés en Suisse furent adoptés en 1964 (deux semaines ; quatre semaines en 1984).

## Réglementation
Le nombre de congés payés obligatoires varie de pays à pays. Les conventions collectives, négociées entre le patronat et les syndicats de salariés, garantissent souvent un nombre de jours de congés payés supérieur au minimum légal.

### Dans l'Union européenne
| Pays               | Jour de congés payés + jours fériés |
| ------------------ | ----------------------------------- |
| Autriche           | 40                                  |
| Finlande           | 37                                  |
| Suède              | 37                                  |
| Luxembourg         | 37                                  |
| Estonie            | 36                                  |
| France             | 36                                  |
| Grèce              | 36                                  |
| Hongrie            | 35                                  |
| Lituanie           | 35                                  |
| Allemagne          | 33                                  |
| Danemark           | 33                                  |
| Espagne            | 32                                  |
| Italie             | 32                                  |
| Malte              | 31                                  |
| Pays-Bas           | 31                                  |
| Portugal           | 31                                  |
| Chypre             | 30                                  |
| Croatie            | 30                                  |
| Irlande            | 30                                  |
| Roumanie           | 30                                  |
| Slovaquie          | 30                                  |
| Belgique           | 29                                  |
| Slovénie           | 29                                  |
| Lettonie           | 28                                  |
| Royaume-Uni        | 28                                  |
| Bulgarie           | 27                                  |
| République tchèque | 27                                  |
| Pologne            | 39                                  |

Certaines comparaisons entre pays prennent en compte les jours fériés,.

#### En Allemagne
Le nombre de jours par an établi par l'article 3 de la loi fédérale Bundesurlaubsgesetz est de 24 jours de congés, les jeunes salariés bénéficient jusqu'à 30 jours. Dans les faits, les entreprises et les syndicats allemands privilégient une négociation par branches, Tarifvertrag qui peut se traduire par convention collective, et qui comprend généralement 30 jours de congés, soit six semaines (le samedi n'est dans l'ensemble pas décompté).

#### En France
En France, seuls les salariés bénéficient des congés payés. Les travailleurs non salariés et les professions indépendantes, qui n'ont ni patron ni salaire, n'ont donc logiquement pas de ressources quand ils ne travaillent pas.
Pour tous les bénéficiaires, les congés payés sont proportionnels au temps de travail réalisé pendant l'année de référence. Pour la plupart des salariés, cette année est la période comprise entre le 1er juin de l'année précédente et le 31 mai de l'année en cours. Par exemple, pour les congés 2009, l'année de référence est comprise entre le 1er juin 2008 et le 31 mai 2009. Pour les fonctionnaires, la période de référence est l'année civile, la durée maximum d'absence du service ne pouvant excéder 31 jours, sauf pour les agents bénéficiant de congés bonifiés.
Pour d'autres salariés (ceux qui bénéficient d'une caisse de congés payés, EDF, etc.), l'année de référence court du 1er avril au 31 mars.
Dans un arrêt du 26 juin 2001, la Cour de Justice des Communautés Européennes a jugé que l’article 7§1 de la directive du 23 novembre 1993 concernant certains aspects de l'aménagement du temps de travail interdit à un État membre d’adopter une réglementation nationale prévoyant que les salariés ne commencent à acquérir un droit à congé annuel payé qu’à la condition d’avoir accompli une période minimale de travail ininterrompu auprès d’un même employeur.

#### Aux Pays-Bas
Les congés payés sont au minimum au nombre de 25 jours. Cependant, la plupart des entreprises donnent cinq semaines, tout comme l'État, en accord avec les syndicats.

#### En Suisse
Les salariés bénéficient légalement du niveau fédéral de 20 jours ouvrés de congés payés par an, bien que de nombreux salariés bénéficient de 25 jours. Il est à noter également que les personnes âgées de moins de 20 ans ont le droit légal de prétendre à un congé payé de 25 jours. Certains métiers bénéficient, grâce à des conventions collectives de travail, de jours supplémentaires de congé.

### En Amérique du Nord

#### Au Canada

##### Au Québec
La Loi sur les normes du travail oblige l'employeur à verser au moins 4 % de son salaire à un employé pour ses vacances, soit l'équivalent de deux semaines de congés payés pour chaque 50 semaines travaillées. Les vacances annuelles obligatoires sont augmentées à 6 % du salaire (trois semaines de congés payés) après trois années de service continu.

#### Aux États-Unis
Aux États-Unis, il n'existe pas d'obligation légale pour les employeurs d'octroyer des congés payés à leurs salariés et de fait, un quart des salariés n'en bénéficient pas, ce qui ne signifie pas qu'ils ne prennent pas de congés.
Dans les grandes sociétés (Corporations), deux semaines de congés payés sont règle courante, et peuvent être complétées parfois de congés non rémunérés. Les sick days (jours de maladie tolérés), dont le nombre est de quatre à six selon les entreprises, peuvent être pris sans justification et sont donc cumulables aux congés payés si le salarié n'a pas été malade.
En raison de l'absence de congé maternité payé garanti par l’État fédéral, beaucoup de femmes doivent consacrer leurs congés payés pour la maternité.